# Resident Evil
Resident Evil, conocido como Biohazard (バイオハザード Baiohazādo, Peligro Biológico?), es una serie de videojuegos de terror y una franquicia de medios japonesa creada por Capcom. Consiste en videojuegos de terror y supervivencia, disparos en tercera persona y disparos en primera persona, en los que los jugadores suelen sobrevivir en entornos habitados por zombis y otras criaturas mutadas. La franquicia se ha expandido a otros medios, incluida una serie de películas de acción real, películas animadas, series de televisión, cómics, novelas, audiolibros y productos. Resident Evil es la franquicia de terror más taquillera.
El primer juego de Resident Evil fue creado por Shinji Mikami y Tokuro Fujiwara para PlayStation y lanzado en 1996. Se le atribuye haber definido el género de terror de supervivencia y haber devuelto a los zombis a la cultura popular. Con Resident Evil 4 (2005), la franquicia pasó a una acción de disparos más dinámica, popularizando la vista en tercera persona «por encima del hombro» en los juegos de acción y aventuras.
La franquicia volvió al survival horror con Resident Evil 7: Biohazard (2017) y Resident Evil Village (2021), que utilizó una perspectiva en primera persona. Capcom también ha lanzado cuatro remakes de Resident Evil: Resident Evil (2002), Resident Evil 2 (2019), Resident Evil 3 (2020) y Resident Evil 4 (2023). Resident Evil es la franquicia más vendida de Capcom y la serie de videojuegos de terror más vendida, con más de ciento sesenta millones de copias vendidas en todo el mundo a diciembre de 2024.
La primera película de Resident Evil: El Huésped Maldito se estrenó en 2002, protagonizada por Milla Jovovich, seguida de cinco secuelas y un reinicio, Bienvenidos a Raccoon City (2021). Las películas recibieron críticas en su mayoría negativas, pero han recaudado más de mil doscientos millones de dólares, lo que convierte a Resident Evil en la tercera serie de películas de videojuegos con mayor recaudación.

## Argumento
La historia da comienzo en las Montañas Arklay, a las afueras de la localidad ficticia de Raccoon City, cuando una oleada de extraños asesinatos empieza a ocurrir cerca de la ciudad. Algunos excursionistas son encontrados muertos en puntos cercanos, parcialmente devorados, aunque no se sabe quién o qué ha sido el causante de dichas atrocidades. Para evitar que el pánico cunda por la ciudad, el departamento de policía decide enviar a los S.T.A.R.S., la unidad de operaciones especiales de Raccoon City cuyos miembros están especialmente entrenados en la labor de tácticas de rescate y supervivencia, para investigar a fondo el caso. Es así como el equipo Bravo es enviado a investigar los sucesos extraños en las montañas Arklay. Entonces, se pierde el contacto con este equipo y es cuando un segundo equipo (el equipo Alpha) comandado por Albert Wesker le asignan la misión de continuar la investigación, así como encontrar el paradero del equipo Bravo.
La mayoría de las entregas comienzan durante o después de la gran oleada destructiva inicial. En esta situación los protagonistas, generalmente Chris Redfield, Jill Valentine, Leon S. Kennedy, Claire Redfield, Ethan Winters (y algunos más), deben sobrevivir y buscar la forma de escapar mientras se enfrentan a los zombis y monstruos no solo nacidos del contacto con los muertos, sino también de otros que se han fugado de los laboratorios de desarrollo de las armas biológicas de Umbrella Corporation creados a propósito (como los llamados Tyrant) y un sinfín de armas biológicas que los protagonistas deberán superar para lograr escapar. El contexto bajo el que se desarrolla la historia solo se vislumbra a medida que avanza el juego; los diferentes personajes y lugares que visita el jugador proporcionan pistas respecto a lo que sucedió a la gente y lo que debe hacer.

## Jugabilidad
La jugabilidad de los videojuegos es diferente en cada título, cada videojuego tiene al menos un pequeño cambio en cuanto a jugabilidad.

### Jugabilidad clásica
Los primeros juegos tenían un ángulo de cámara con planos fijos en 3D que ayudaban a causar miedo e incertidumbre, salvo en los tiempos de carga que había entre habitaciones en los que el juego simulaba una vista en primera persona. Ejemplos claros de esto son los 3 primeros juegos (RE1, RE2, y RE3), Code Veronica, la saga Outbreak (1 y 2) y el Resident Evil Zero. Esto fue cambiando conforme al tiempo.

### Nueva era
La nueva era da la bienvenida a la tercera persona, y así también al Survival Action.
- Desde la llegada de Resident Evil 4 (2005) se conserva mayoritariamente la tercera persona y se cambia  a una vista sobre el hombro, al mismo tiempo que se despide al género survival horror y se acerca más a la acción.
- Con la llegada de Resident Evil 5 (2009) esto se acentuó más, dando aún más importancia a la acción que el terror.
- Sin embargo con la llegada del título Resident Evil: Revelations (2012) y Resident Evil: Revelations 2 (2015) esto cambió, dando más importancia al terror, con una jugabilidad más pausada, pudiéndose apuntar y caminar al mismo tiempo (jugabilidad antes vista en Resident Evil Outbreak file #2 y Resident Evil Dead Aim) esta es mejorada gracias a la cámara en tercera persona que maneja el juego, mezclando el manejo del personaje al estilo Resident Evil 4 con el de Resident Evil 5.
- Resident Evil 6 (2012) llegó mezclando muchos de los elementos de la nueva era, mejorado el sistema de coberturas, mejorando el sistema de peleas cuerpo a cuerpo, y también incorporando la opción de apuntar y caminar al mismo tiempo, con 4 campañas, una centrada en el terror, otras 2 en la acción pura y otra en el sigilo.

### Otros tipos de jugabilidad
A lo largo de la saga de videojuegos, Capcom  ha experimentado con otros tipos de jugabilidad aparte de los antes mencionados. Uno de los ejemplos más conocidos es la primera persona, más específicamente el subgénero llamado First Person Shooter (o FPS).
Dentro de los juegos en perspectiva de primera persona, podemos tomar como ejemplo a los tres juegos de la sub saga Survivor (Survivor, Survivor 2: Code Veronica y Dead Aim), los dos juegos de la sub saga Chronicles (Umbrella Chronicles, Darkside Chronicles) y a Resident Evil 7 y Resident Evil Village, pertenecientes a la saga principal. Aunque cambian a perspectiva a primera persona; vuelve algunas cosas del pasado: como el guardar objetos en baúles y los casetes como los sustitutos de la máquinas de escribir.

## Personajes principales
Chris, Jill y Wesker pertenecieron a los S.T.A.R.S., una división élite de las fuerzas policiales la cual se moviliza ante amenazas a la ciudadanía. Mientras que Umbrella, envía mercenarios para asesinar a los sobrevivientes que quedan de los incidentes, tal es el caso de Hunk, el Sargento Nicholai, Krauser y Ada (los últimos dos enviados por Wesker) dentro de otros tantos. El presidente envía un equipo aparte para rescatar a los sobrevivientes, los cuales terminan enfrentándose contra los mercenarios mencionados.
- Chris Redfield: Protagonista del primer Resident Evil, Resident Evil Code Veronica, Resident Evil: The Umbrella Chronicles, parte del Resident Evil: Revelations, Resident Evil 5, Resident Evil 6, también es uno de los protagonistas principales en Resident Evil: The Darkside Chronicles y Resident Evil 7, y aparece en la película Resident Evil: Vendetta. Chris Redfield comenzó su carrera militar en las Fuerzas Aéreas de Estados Unidos luego se unió a los S.T.A.R.S. ahora es exmiembro de dicha unidad, actualmente fundador y miembro de la BSAA. Su mayor enemigo fue Albert Wesker. Poseedor de una hoja de servicios repleta de elogios y de medidas disciplinarias por igual, sus superiores describen a Chris como «intransigente», «dotado de una dedicación inquebrantable» y poseedor de «un alto nivel de adaptación».

- Jill Valentine: Protagonista del primer Resident Evil, Resident Evil 3, Resident Evil: The Umbrella Chronicles, parte del Resident Evil 5 junto con Chris y en Resident Evil: Revelations. Pertenecía a la misma unidad S.T.A.R.S. y subdivisión que él. Actualmente trabaja para la BSAA.

- Leon S. Kennedy: Protagonista del Resident Evil 2, Resident Evil 4, Resident Evil: Darkside Chronicles y Resident Evil 6 . También aparece en la película Resident Evil Degeneration, Resident Evil: Damnation y Resident Evil: Vendetta. Exmiembro del Departamento de policía de Raccoon; tras vivir los sucesos de la catástrofe de esta ciudad, Actualmente trabaja para el Gobierno de los Estados Unidos, entabla una enemistad con Umbrella y la persigue como objetivo personal. Su mayor enemigo es Jack Krauser, sin embargo, muere en Resident Evil 4 cuando Leon lo vence (cabe destacar que no fue Leon sino que, en realidad, fue Ada quien mata a Krauser, esto se entiende con el minijuego de Resident Evil 4, Separate Ways).

- Claire Redfield: Protagonista del segundo videojuego de la saga principal, junto con Leon, Resident Evil Code: Verónica, Resident Evil: The Darkside Chronicles, y Resident Evil: Revelations 2, también aparece en la película Resident Evil Degeneration y en el manga Resident Evil: Heavenly Island. Ex-Estudiante, es hermana de Chris y estuvo en Raccoon City tratando de encontrarlo. Es una sobreviviente al igual que Leon y mutuamente sobreviven. Tres meses después, viaja a Europa para reencontrarse con su hermano sin éxito: La captura un equipo de Umbrella y la llevan a la isla Rockford, allí consigue escapar y reunirse con Chris luego se une a una organización no gubernamental llamada TerraSave.

- Albert Wesker: Fue el villano por excelencia de la saga. Antagonista del primer Resident Evil, Resident Evil Code Veronica junto con Alexia Ashford, Resident Evil: The Umbrella Chronicles y Resident Evil 5, donde muere definitivamente. También aparece en Resident Evil: Darkside Chronicles, Resident Evil Zero y Resident Evil 4, este último mediante el separate ways. Wesker se ha considerado presuntuoso desde joven; precavido, manipulador e ingenioso para evadir y solucionar sus problemas con las diversas empresas que le han dado ciertos conflictos de muerte (Corporación Umbrella, S.T.A.R.S., HCF). Se reveló que su objetivo fue crear una raza humana superior reuniendo distintos virus. Es presentado por primera vez como el capitán del equipo Alfa de los S.T.A.R.S. Tras entrar a la Mansión Spencer con el resto de ellos, desaparece para investigar. Luego, va apareciendo paulatinamente para comunicarse con los protagonistas —entre ellos Chris— y darles instrucciones. Al final del primer videojuego, traiciona a los S.T.A.R.S.  sobrevivientes y posteriormente es atravesado por un Tyrant (que él mismo liberó) y dado por muerto, pero sobrevive ya que se había inyectado un virus experimental que William Birkin (científico de Umbrella, marido de Anette Birkin, padre de Sherry Birkin y enemigo principal de la segunda entrega) le había facilitado. Finalmente, muere en un volcán activo en Resident Evil 5, gracias a Chris y Sheva. Tiene un hijo, Jake Muller que aparece en Resident Evil 6 y una hermana, Alex Wesker que aparece en Resident Evil: Revelations 2.

## Contenido de la obra

### Películas

#### Imagen real
Las películas estadounidenses han sido publicadas bajo el título de Resident Evil y todas distribuidas por Screen Gems. Ninguna de las cintas es canónica dentro de la cronología de los videojuegos, pero sí adaptan las tramas particulares o generales de estos e incluyen a los personajes de la franquicia, por ejemplo, Jill Valentine, Claire Redfield, Chris Redfield, Albert Wesker, Leon S. Kennedy y Ada Wong.

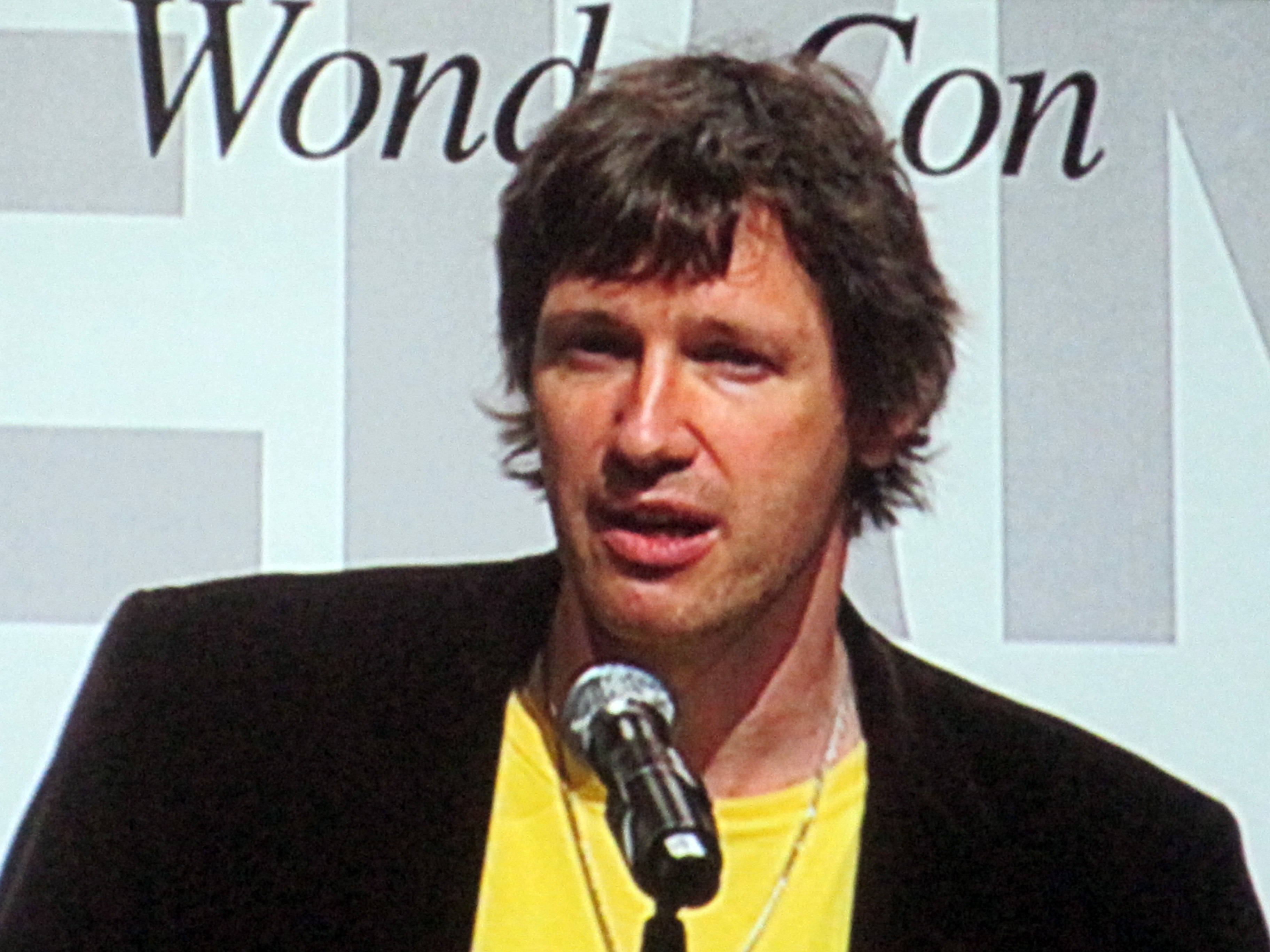
Paul W. S. Anderson: Director y Responsable de las adaptaciones cinematográficas de la saga.

La protagonista de todas las cintas es Alice Abernathy (Milla Jovovich), un personaje que tiene rasgos de más de uno ya visto en los videojuegos, que principalmente a través de las películas obtiene poderes sobrenaturales y ha de sobrevivir a las hordas de zombis.
| N.º | Película                               | Año de lanzamiento | Director            |
| --- | -------------------------------------- | ------------------ | ------------------- |
| 1.  | Resident Evil                          | 2002               | Paul W. S. Anderson |
| 2.  | Resident Evil: Apocalipsis             | 2004               | Alexander Witt      |
| 3.  | Resident Evil: Extinción               | 2007               | Russell Mulcahy     |
| 4.  | Resident Evil: Afterlife               | 2010               | Paul W. S. Anderson |
| 5.  | Resident Evil: Retribution             | 2012               | Paul W. S. Anderson |
| 6.  | Resident Evil: The Final Chapter       | 2017               | Paul W. S. Anderson |
| 7.  | Resident Evil: Welcome to Raccoon City | 2021               | Johannes Roberts    |

#### Animaciones
Las películas de gráficos por ordenador son hechas por Capcom. Para la primera, llamada Resident Evil Degeneration, los protagonistas fueron Leon S. Kennedy y Claire Redfield; para su secuela, Resident Evil: Damnation, Leon es nuevamente el principal protagonista; este se encuentra en medio de una guerra en un país de Europa. También, hay una película llamada Resident Evil: 4D Executer, protagonizada por algunos miembros del UBCS de Umbrella.
| Año de lanzamiento | Película                         | Desarrollador/Notas                                  |
| ------------------ | -------------------------------- | ---------------------------------------------------- |
| 2000               | Resident Evil: 4D Executer       | Oohata Kouich, toma lugar en 1998                    |
| 2008               | Resident Evil: Degeneration      | Capcom, toma lugar en 2005                           |
| 2012               | Resident Evil: Damnation         | Capcom, toma lugar en 2011                           |
| 2017               | Resident Evil: Vendetta          | Marza Animation Planet, toma lugar en 2014           |
| 2021               | Resident Evil: Infinite Darkness | Marza Animation Planet / Netflix, toma lugar en 2006 |
| 2023               | Resident Evil: Death Island      | Capcom, toma lugar en 2015                           |

### Serie de televisión
Constantin Film estaba desarrollando una serie de animación de Resident Evil en 2005, que pretendía ser un spin-off de Resident Evil: Apocalipsis que continuara las aventuras de Alice y Jill en caso de que Sony rechazara trabajar en una tercera película. Cuando Resident Evil: Extinción recibió luz verde, este proyecto se abandonó. Un segundo intento de serie de televisión surgió en 2014; debido al deterioro de la relación de Constantin con Sony Pictures por la cancelación de The Mortal Instruments: City of Ashes y el desinterés de Sony Pictures Television por la serie Shadowhunters, Constantin comenzó a buscar otros financiadores con la intención de comenzar la producción tras el estreno de Resident Evil: The Final Chapter.
A finales de 2018, tras la cancelación de Shadowhunters, se reanudó el trabajo en el proyecto de la serie de televisión, y Constantin se dirigió a Netflix para financiar la película, con la producción subcontratada a Moonlighting Film, su socio sudafricano en The Final Chapter. La serie fue anunciada formalmente en 2020, habiendo sido aprobada como una serie de ocho episodios de una hora de duración cada uno. Andrew Dabb fue contratado como Showrunner junto a otros proyectos de Netflix. Debido a los retrasos provocados por la pandemia de COVID-19, la producción se retrasó ocho meses y tuvo lugar entre febrero y julio de 2021.
La historia hace un uso intensivo de flashbacks, ambientados tanto en 2022 como en 2036. La trama de 2022 incluye a las gemelas de catorce años Jade y Billie Wesker, que se mudan a New Raccoon City. Se dan cuenta de que su padre puede estar ocultando oscuros secretos, que podrían destruir el mundo y revelar sus verdaderos orígenes. La trama de 2036 tiene lugar en un páramo postapocalíptico en el que el virus T de Umbrella se ha extendido por todo el mundo, mutando la vida salvaje y seis mil millones de víctimas humanas, llamadas «ceros», dejando atrás apenas quince millones de refugiados no infectados. Sigue a Jade, ahora con treinta años, en sus esfuerzos por sobrevivir en este mundo. El estreno de la serie estaba previsto para el pasado 14 de julio de 2022. El 6 de junio de 2022 fue presentado el tráiler y el póster de esta nueva serie durante la semana Geeked de Netflix. Dicha serie fue cancelada el 26 de agosto de 2022 por su pobre nivel de audiencia.
Una serie de CGI, titulada Infinite Darkness, protagonizada por los protagonistas de Resident Evil 2 Leon S. Kennedy y Claire Redfield, se estrenó el 8 de julio de 2021 en Netflix.

### Literatura
La escritora Stephani Danelle Perry (S. D. Perry) ha creado varios libros que tienen bastantes diferencias con los juegos, desde cambios de fechas en documentos hasta la inclusión de capítulos que nunca han existido, o que la salida de posteriores capítulos de la serie chocan con los libros ya escritos.

## Recepción
| Videojuego                   | GameRankings                                                                       | Metacritic                                           |
| ---------------------------- | ---------------------------------------------------------------------------------- | ---------------------------------------------------- |
| Resident Evil                | (GC) 89.75 % (PS) 87.23 % (PC) 80.00 % (SAT) 76.50 % (Wii) 73.43 % (NDS) 71.26 %   | (GC) 91 (PS) 91 (Wii) 76 (NDS) 71                    |
| Resident Evil 2              | (PS) 93.13 % (N64) 86.93 % (DC) 79.75 % (PC) 79.59 % (GC) 63.30 %                  | (PS) 89 (N64) 89 (DC) 77 (GC) 59                     |
| Resident Evil 3: Nemesis     | (PS) 88.21 % (DC) 81.11 % (PC) 74.15 % (GC) 63.71 %                                | (DC) 79 (PC) 71 (GC) 62                              |
| Resident Evil Code: Veronica | (DC) 93.79 % (PS2) 82.39 % (X360) 69.89 % (GC) 64.32 % (PS3) 63.38 %               | (PS2) 84 (X360) 67 (PS3) 65 (GC) 62                  |
| Resident Evil Zero           | (GC) 84.18 % (Wii) 61.60 %                                                         | (GC) 83 (Wii) 62                                     |
| Resident Evil 4              | (PS2) 95.85 % (GC) 95.83 % (Wii) 91.59 % (X360) 86.97 % (PS3) 85.18 % (PC) 74.24 % | (PS2) 96 (GC) 96 (Wii) 91 (X360) 84 (PS3) 84 (PC) 76 |
| Resident Evil 5              | (PS3) 86.62 % (X360) 86.32 % (PC) 86.29 %                                          | (PC) 86 (PS3) 84 (X360) 83                           |
| Resident Evil: Revelations   | (3DS) 83.50 % (PC) 79.14 % (WIIU) 77.14 % (PS3) 76.38 % (X360) 75.38 %             | (3DS) 82 (WIIU) 79 (PS3) 77 (PC) 76 (X360) 75        |
| Resident Evil 6              | (PS3) 73.55 % (X360) 69.03 % (PC) 68.73 %                                          | (PS3) 74 (PC) 68 (X360) 67                           |
| Resident Evil 7: Biohazard   | (PS4) 86.86 % (XONE) 88.09 % (PC) 81.25 %                                          | (PS4) 86 (XONE) 86 (PC) 83                           |

Haciendo uso de elementos de horror, rompecabezas y mucha acción, la mayoría de los juegos de la serie principal han recibido críticas positivas.
Algunos de los juegos, y más notablemente Resident Evil, Resident Evil 2 y Resident Evil 4 han sido ganadores de múltiples premios al Videojuego del año y a menudo han sido incluidos en las listas de los mejores videojuegos de todo los tiempos. En 2012, Complex situó a Resident Evil como el número 22 en la lista de las mejores series de videojuegos. El mismo año, G4tv la llamó «una de las más exitosas series en la historia de los videojuegos».
La saga de videojuegos ha generado seiscientos millones de dólares mundiales para PlayStation 2.